# ناصر نورایی
 ناصر نورایی (زاده ۳۱ خرداد ۱۳۳۲ - تهران) یکی از قهرمانان و پیشکسوتان فوتبال ایران است.

## زندگی ورزشی
او در تیم‌های هما و پرسپولیس توپ زد و با هما آقای گل ایران شد. در جام جهانی آرژانتین و المپیک مونترآل حضور داشت. در بازی‌های جام ملت‌های آسیا همراه با تیم ملی قهرمان جام شد. او از جمله بازیکنانی ست که در اولین بازی ملی خود، موفق به گلزنی شده است،وی در جام ملتهای اسیا در سال ۱۹۷۶ با سه گل زده به عنوان اقای گلی مسابقات دست یافت( مشترکا با غلامحسین مظلومی از ایران و فتحی کمیل از کویت)  .